# Complesso Amir Chakhmaq

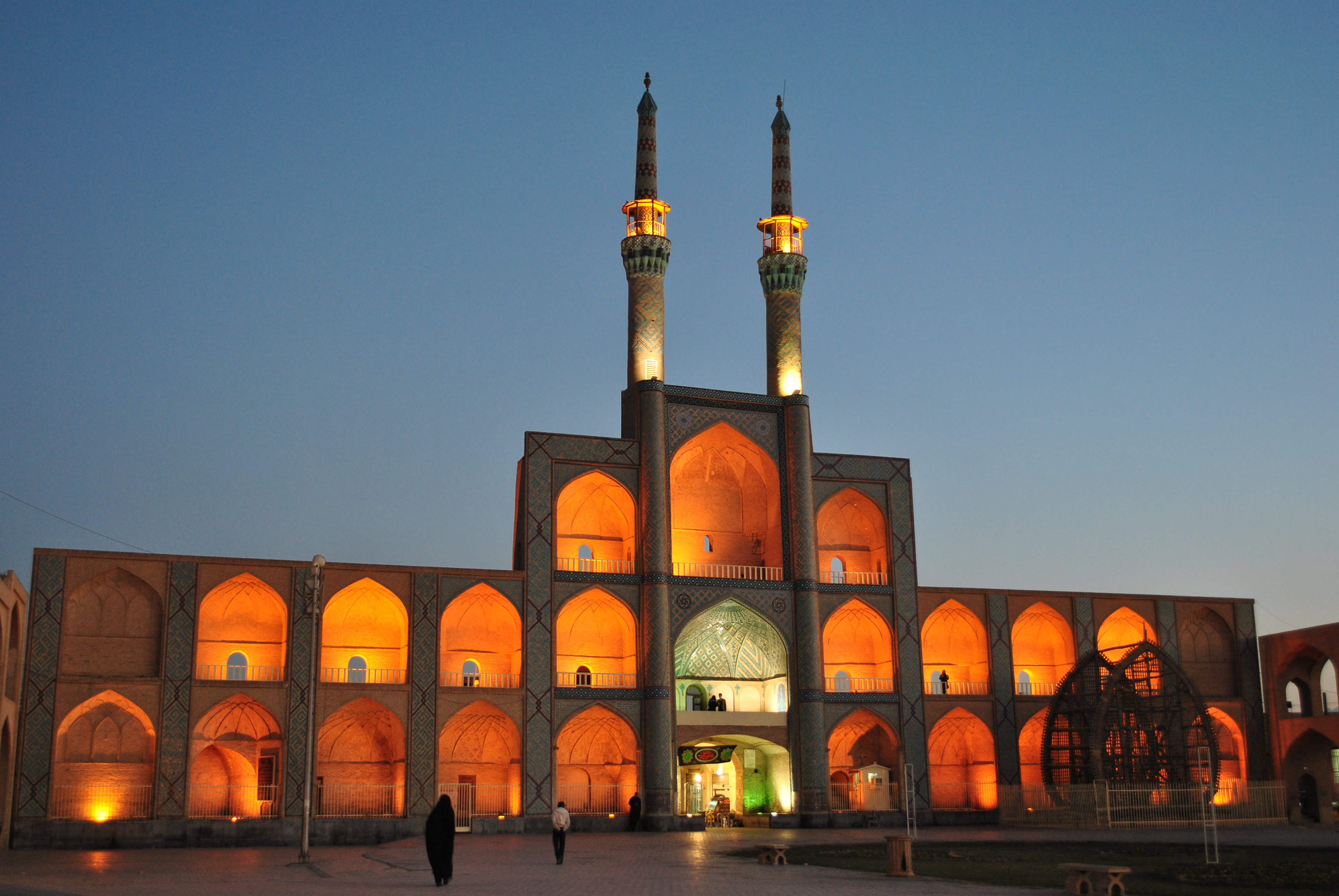
Il complesso Amir Chakhmaq di notte

Il complesso Amir Chakhmaq (Persiano: مجموعه میدان امیرچقماق Majmūʿa Meydân Amir Čaqmaq; latinizzato in Chakhmaq, Chakmaq, Chakhmagh, Chakmak) è una struttura di primo piano a Yazd, in Iran, nota per le sue alcove simmetriche. Si tratta di una moschea situata su una piazza con lo stesso nome. Contiene anche un caravanserraglio, un tekyeh, uno stabilimento termale, un antico pozzo d'acqua, e una pasticceria.  Di notte, l'edificio è illuminato dopo le ore del crepuscolo e dopo il tramonto con un'illuminazione arancione nelle nicchie ad arco che lo rende uno spettacolo. Durante la guerra Iran-Iraq e le guerre in Iraq con gli Stati Uniti e l'Afghanistan, molti iracheni e afgani sono venuti ad abitare nella Piazza Amir Chakhmaq.

## Geografia
La moschea si trova su una piazza con lo stesso nome, dal nome Amir Jalaleddin Chakhmaq, un governatore di Yazd durante la dinastia timuride (XV al XVI secolo). Nelle vicinanze vi sono zone di soggiorno separate per gli iracheni e gli afghani. Il complesso si trova di fronte quello che era il Museo dell'Acqua di Yazd.

## Architettura
L'importante struttura ha tre piani ed una elaborata facciata simmetrica a nicchie e ad arco. È la più grande struttura in Iran. Nel centro vi sono due minareti altissimi. La scala a chiocciola in uno dei due minareti si dice che crei una sensazione di claustrofobia, mentre offre un'ottima vista di Yazd. Di notte, l'edificio è illuminato con luce arancione nelle nicchie che lo rende uno spettacolo. Il complesso contiene anche un caravanserraglio, un tekyeh, uno stabilimento termale, un pozzo d'acqua fredda, e una pasticceria. Il bagno, nella parte anteriore dell'edificio è di circa 600 anni. Degli archi sono stati aggiunti di recente sui fianchi per garantire la sicurezza del traffico. Solo il primo piano sopra il livello del suolo è accessibile. C'è un complesso commerciale nel seminterrato della struttura.
Il complesso comprende un tekyeh a tre piani usato per commemorare la morte di Hussein Ibn Ali. In un angolo del tekyeh, c'è un nakhl, descritto come "forte, un oggetto di legno con grandi infissi metallici e borchie". È stato venerato durante la commemorazione sciita dell'Ashura.

## Storia

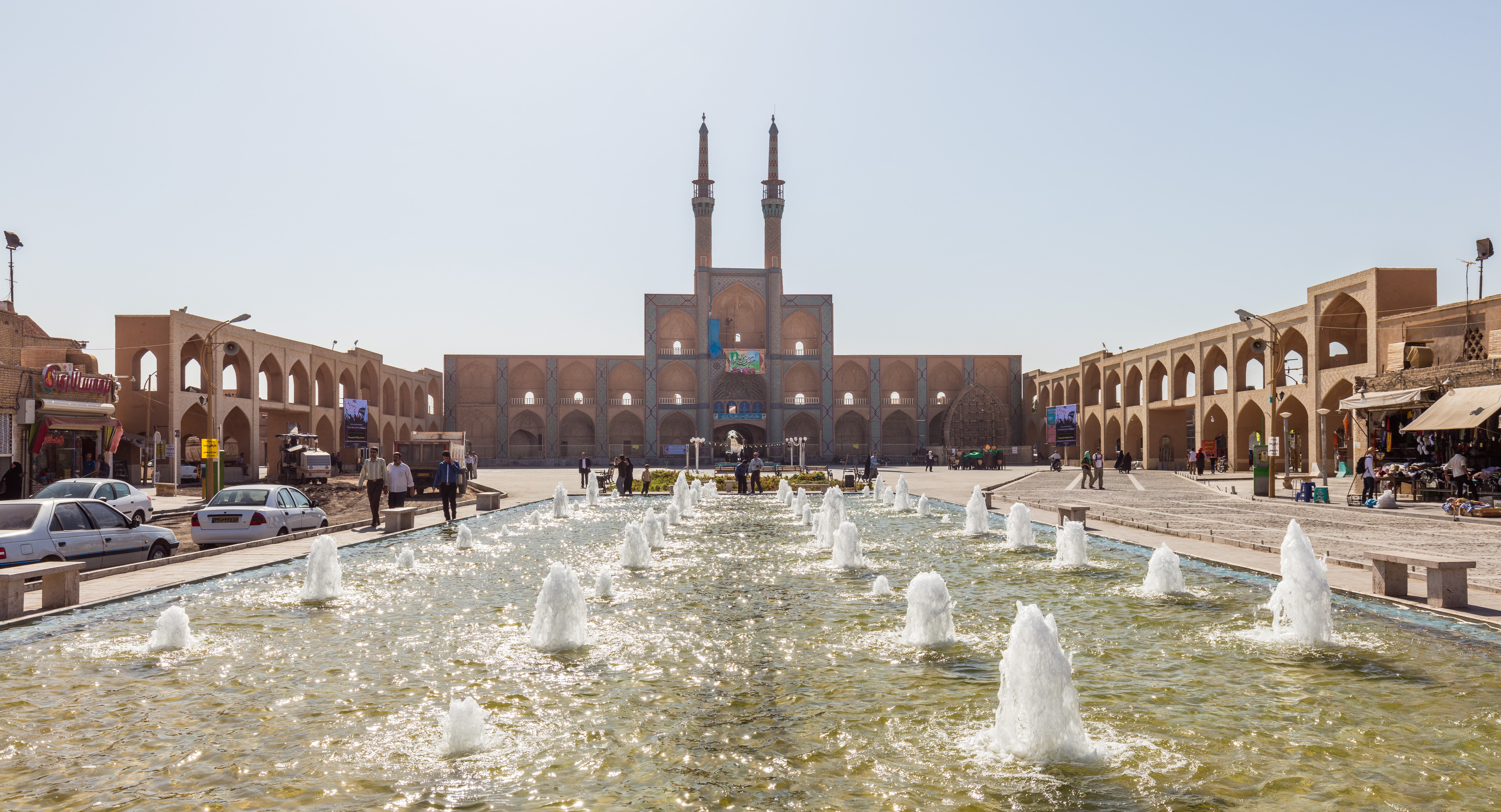
Vista frontale

La piazza Amir-Chaghmaq, secondo il dottor Vahdat Zad, uno storico dell'architettura che ha lavorato a lungo sugli aspetti spaziali della piazza, è stata costruita nel XV secolo da Jalal-al-Din Amir-Chakhmaq, il governatore di Yazd durante l'era Timurid. Questa piazza è stata istituita sul lato nord di un'importante moschea chiamata la vecchia moschea, oggi nota come moschea Amir-Chakhmaq. Secondo Vahdat Zad, "la moschea è stata fondata anche da Amir-Chakhmaq tra il 1418 e il 1438. Nello stesso anno della moschea è stata inaugurata, Haj Qanbar Jahanshahi, che è stato il successivo governatore, che ha costruito un bazar e un caravanserraglio ai lati della piazza".
Molte parti del complesso si sono deteriorate fino al XVIII secolo, in epoca safavide, quando Bahador Khan Shams Yousef Meibodi rinnovò alcune parti e ricostruì il caravanserraglio nella stessa posizione. Il complesso ha incontrato un nuovo processo di degrado fino alla fine del XIX secolo, quando, secondo Vahdat Zad, il Tekyeh è stato costruito da Abu-al-Qasim Rashti all'ingresso del bazar.
La maggior parte dei cambiamenti nella piazza Amir-Chakhmagh sono state attuate durante il periodo di modernizzazione di Reza Shah. Completando via Pahlavi nel 1935, la parte settentrionale della piazza, che si collegava con il Bazar, è stata demolita. Sembra che il caravanserraglio fu demolito nello stesso tempo, alfine di sviluppare la piazza in una forma rettangolare più ordinata.
In particolare, la demolizione della piazza, come sostiene Vahdat Zad: "non aveva niente a che fare con la creazione di via Soraya nel 1943. È più probabile che si sia verificato quando via Shah e via Soraya sono stati collegate alla fine del 1950. Nulla è rimasto della piazza poi, ad eccezione del Tekyeh. Il comune ha anche cercato di demolire la Tekyeh quando uno dei soffeh è crollato, ma l'ufficio di archeologia ha resistito con forza. Al contrario, hanno riempito le due arcate su entrambi i lati nel 1963 per prevenire ulteriori crolli. "